# Caphornia coppingeri
Caphornia coppingeri är en fjärilsart som beskrevs av Butler 1881. Caphornia coppingeri ingår i släktet Caphornia och familjen nattflyn. Inga underarter finns listade i Catalogue of Life.